# Адольфо Ніколас
Адольфо Ніколас ТІ (ісп. Adolfo Nicolás Pachón; 29 квітня 1936, Вільямур'єль-де-Серрато — 20 травня 2020, Токіо, Японія) — іспанський єзуїт, богослов, педагог, довголітній професор Софійського університету в Токіо, тридцятий Генерал Товариства Ісуса і дванадцятий після його відновлення в 1814.

## Життєпис
Адольфо Ніколас народився в Вільямур'єль-де-Серрато, Паленсія (Іспанія). В 1953 в місті Аранхуес вступив до новіціату Товариства Ісуса. Навчався в університеті міста Алькала-де-Енарес, де в 1960 році здобув ступінь ліценціата з філософії. Потім відправився в Японію для поглибленого вивчення японської мови та культури. До 1964 року вивчав теологію в Токіо, 17 березня 1967 був висвячений на священика.
З 1968 по 1971 рік навчався в Папському Григоріанському університеті в Римі, де отримав ступінь доктора богослов'я. Після свого повернення в Японію Адольфо Ніколас був професором богослов'я Софійського університету протягом наступних тридцяти років.
З 1978 по 1984 рік був директором Східноазіатського інституту університету столиці Філіппін Манілі. У 1993 році призначений провінціалом єзуїтів в Японії. Цю посаду він займав до 1999 року, після чого провів в Японії ще 4 роки, займаючись душпастирською працею серед бідних іммігрантів в Токіо. У 2004 році повернувся на Філіппіни, де був призначений президентом конференції провінціалів Східної Азії та Океанії.
19 січня 2008 на тридцять п'ятій Генеральній конгрегації Товариства Ісуса Адольфо Ніколас був обраний новим главою Ордена замість Петера Ганса Кольвенбаха, який подав у відставку.
3 жовтня 2016 року на 36-тій Генеральній конгрегації єзуїтів отець Адольфо Ніколас зрікся посади у зв'язку зі станом здоров'я і похилим віком. 14 жовтня 2016 року на цій конгрегації генеральним настоятелем був обраний о. Артуро Соса.
Адольфо Ніколас крім рідної іспанської володів каталонською, англійською, французькою, італійською та японською мовами.
Помер 20 травня 2020 року в Токіо.